# Турчиненко, Николай Иванович
Никола́й Ива́нович Турчи́ненко (укр. Микола Іванович Турчиненко; 23 апреля 1961, Калининское — 6 июня 2020, Зарафшан, Навоийская область) — советский и украинский футболист, защитник. Победитель первого чемпионата Украины по футболу (1992). Мастер спорта Украины.

## Биография
Начал карьеру футболиста в 1979 году в клубе «Зарафшан» (Навои), выступавшем во второй лиге чемпионата СССР. Летом следующего года перешёл в ташкентский «Пахтакор», который играл в Высшей лиге СССР. В 1982—1987 годах защищал цвета самаркандского «Динамо». В 1988 году стал игроком симферопольской «Таврии». Первую половину 1989 года провёл в клубе «Ёшлик» из Джизака, затем вернулся в «Таврию».
7 марта 1992 года дебютировал в чемпионате Украины в матче против запорожского «Торпедо» (2:0). С «Таврией» выиграл первый чемпионат Украины, участвовал в финальном матче. В составе симферопольцев провёл 4 матча в Лиге Чемпионов.
Покинул крымский клуб летом 1993 года и переехал в винницкую «Ниву». По окончании сезона 1993/94 перешёл в команду второй лиги «Дружба» из Бердянска. Зимой 1995 года вернулся в высшую лигу, где играл в составе шепетовского «Темпа». Летом 1995 года «Темп» вылетел в первую лигу и из-за финансовых проблем объединился с «Адвисом» из Хмельницкого. В связи с этим Турчиненко вернулся в Бердянск, где и закончил футбольную карьеру. По завершении выступлений вернулся в Узбекистан, где работал детским тренером. Умер 6 июня 2020 года.

## Достижения

### Командные
- Чемпион Украины: 1992

### Индивидуальные
- Мастер спорта Украины: 1992